# Thomas Lowndes

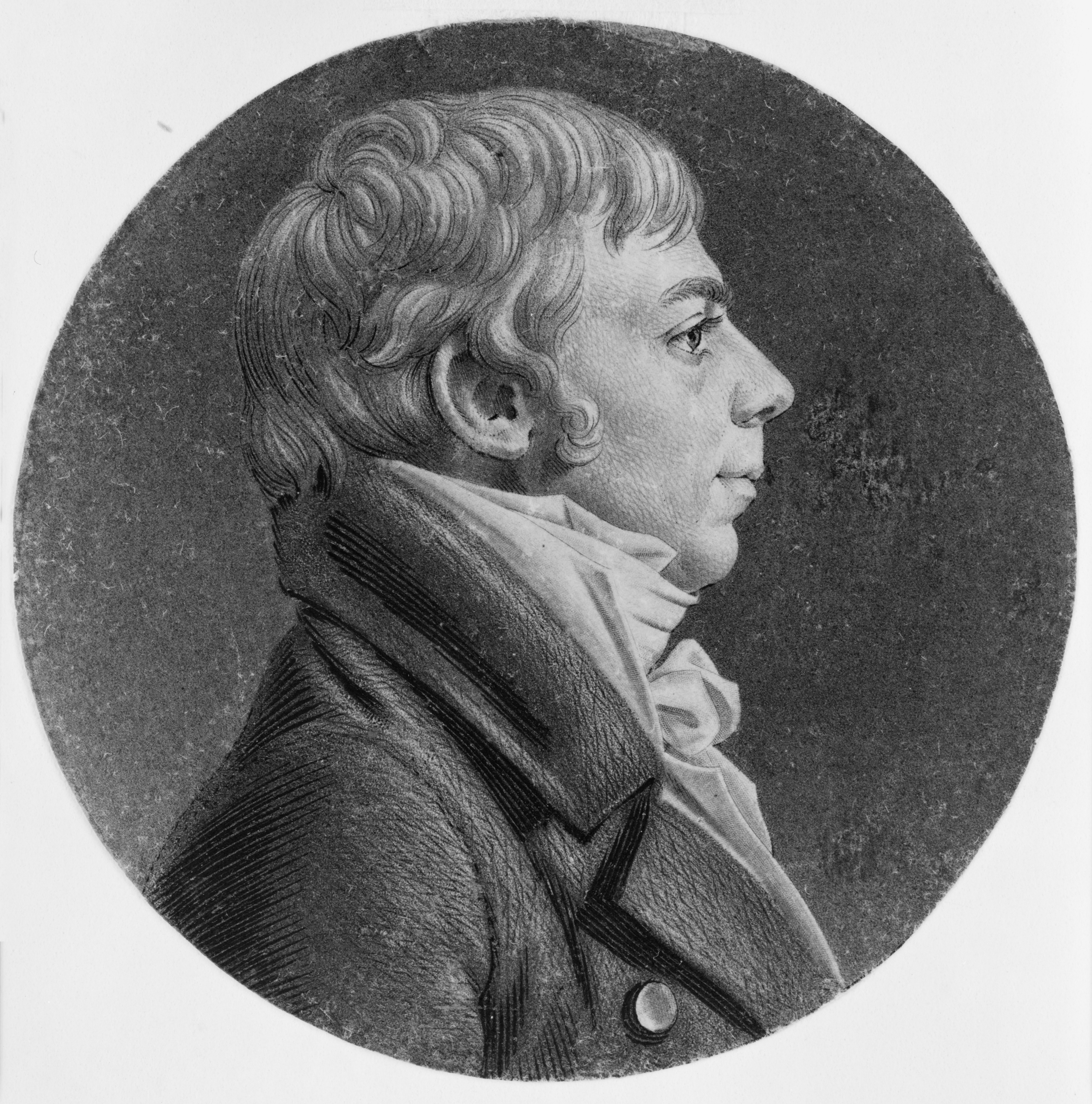
Thomas Lowndes

Thomas Lowndes (* 22. Januar 1766 in Charleston, Province of South Carolina; † 8. Juli 1843 ebenda) war ein US-amerikanischer Politiker. Zwischen 1801 und 1805 vertrat er den Bundesstaat South Carolina im US-Repräsentantenhaus.

## Werdegang
Thomas Lowndes entstammte einer bekannten Politikerfamilie. Sein Vater Rawlins Lowndes (1721–1800) war Gouverneur von South Carolina. Sein Bruder William (1782–1822) vertrat zwischen 1811 und 1822 ebenfalls den Staat South Carolina im US-Repräsentantenhaus. Thomas genoss zunächst eine private Ausbildung in seinem Elternhaus. Danach besuchte er die Grammar Schools in Charleston. Nach einem anschließenden Jurastudium und seiner im Jahr 1789 erfolgten Zulassung als Rechtsanwalt begann er in Charleston in seinem neuen Beruf zu praktizieren.
Politisch wurde Lowndes Mitglied der Föderalistischen Partei. Zwischen 1792 und 1799 war er Abgeordneter im Repräsentantenhaus von South Carolina. Im Jahr 1800 wurde er im ersten Wahlbezirk von South Carolina in das US-Repräsentantenhaus in Washington, D.C. gewählt, wo er am 4. März 1801 die Nachfolge von Thomas Pinckney antrat. Nach einer Wiederwahl im Jahr 1802 konnte er bis zum 3. März 1805 zwei Legislaturperioden im Kongress absolvieren. In diese Zeit fiel der von Präsident Thomas Jefferson getätigte Louisiana Purchase. Im Jahr 1804 wurde der 12. Verfassungszusatz verabschiedet.
Bei den Wahlen des Jahres 1804 verlor Lowndes gegen Robert Marion von der Demokratisch-Republikanischen Partei. 1808 scheiterte eine weitere Kandidatur für den Kongress. Danach zog er sich aus der Politik zurück und bewirtschaftete seine Ländereien. Unter anderem gehörte ihm die Oaklands-Plantage. Thomas Lowndes starb am 8. Juli 1843 in seiner Heimatstadt Charleston.